# Plac im. Olgi „Kory” Sipowicz w Opolu

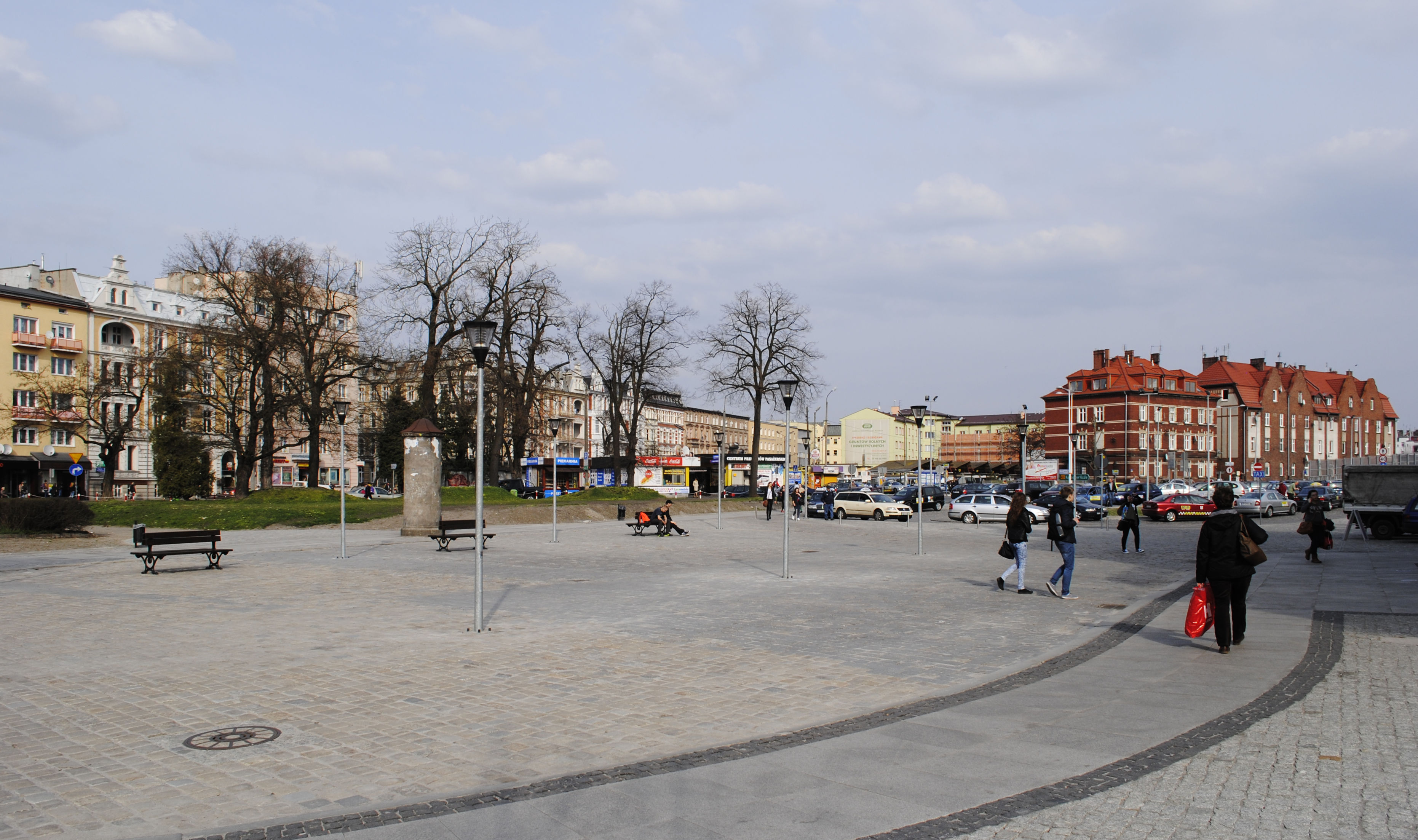
Plac przed przebudową (2015)

Plac im. Olgi „Kory” Sipowicz – plac miejski w śródmieściu Opola, przy skrzyżowaniu ulic Krakowskiej, 1 Maja oraz Armii Krajowej. Sąsiaduje z dworcem kolejowym Opole Główne, gmachem Poczty Głównej oraz wybudowanym w 2022 roku centrum przesiadkowym.
W latach 1911–1945 na placu stał pomnik Ottona von Bismarcka.
W 2023 roku plac został przebudowany według projektu biura SN Architekci w ramach projektu rewitalizacji okolic dworca kolejowego. W styczniu 2024 roku rada miasta nadała placowi imię Olgi „Kory” Sipowicz, wokalistki związanej z Krajowym Festiwalem Piosenki Polskiej.